# 科尼 (匈牙利)
科尼，是匈牙利杰尔-莫雄-肖普朗州所辖的一个村。总面积28.88平方公里，总人口2626，人口密度90.9人/平方公里（2011年1月1日）。